# Lei de Bragg
Em física do estado sólido, a Lei de Bragg está relacionada ao espalhamento de ondas que incidem em um cristal e fornece uma explicação para os efeitos difrativos observados nesta interação. Estes padrões são explicados relacionando os vetores de onda do feixe incidente e espalhado em uma rede cristalina para o caso de seu espalhamento elástico com os átomos do material. 
No caso de ondas de raios X, ao atingirem um átomo, o campo elétrico da radiação provoca uma força na nuvem eletrônica acelerando as cargas livres do material (elétrons). O movimento dessas cargas re-irradia ondas que têm aproximadamente a mesma frequência, uma vez que o espalhamento não é totalmente elástico, podendo haver interações de criação e aniquilação de fônons, porém em uma escala de energia muito menor. Nesse modelo, as frequências da radiação incidente e espalhada são consideradas idênticas. As ondas emergentes interferem entre si construtiva e destrutivamente, gerando padrões de difração no espaço que podem ser medidos em um filme ou detector. O padrão de difração resultante é a base da análise difrativa, chamada difração de Bragg.

## História

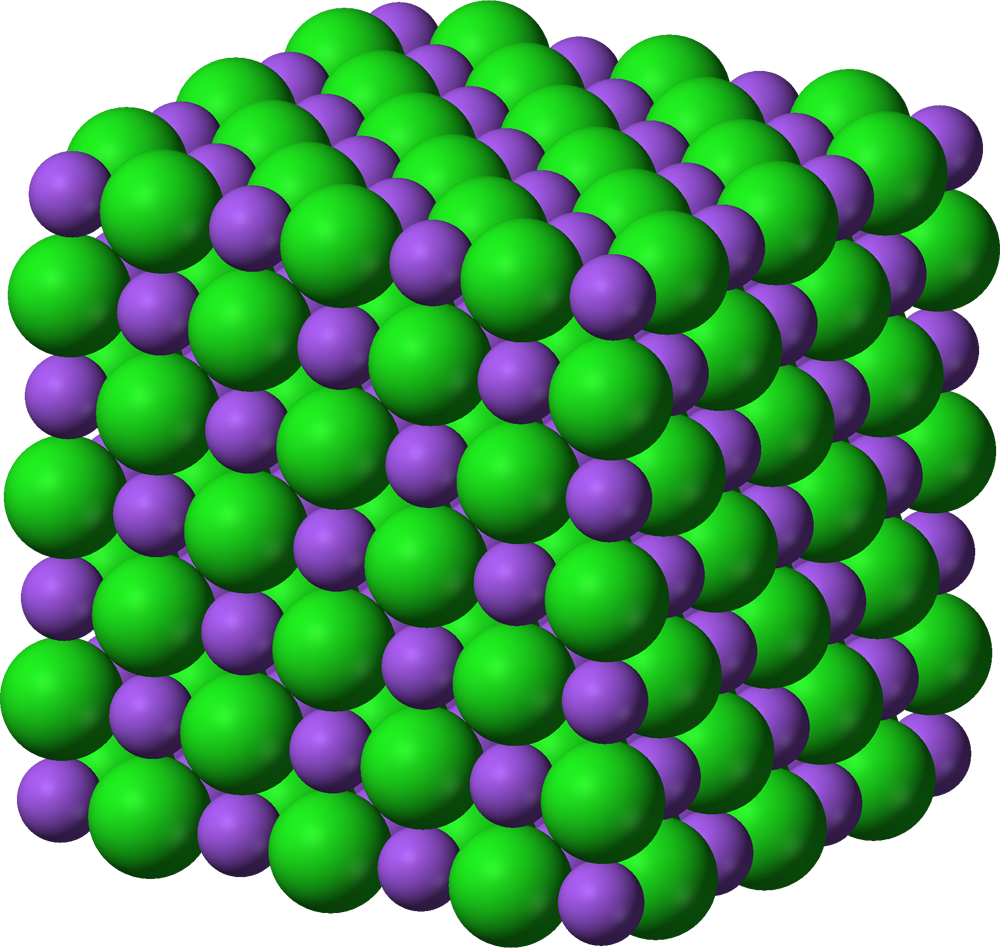
Representação esquemática da estrutura cristalina do cloreto de sódio.

A difração de Bragg (também chamada de formulação de Bragg da difração de raios X) foi proposta originalmente por William Lawrence Bragg e William Henry Bragg em 1913, em resposta à descoberta de que sólidos cristalinos produziam padrões intrigantes de reflexão de raios x (ao contrário, por exemplo, de um líquido). Eles descobriram que esses cristais, para alguns comprimentos de onda e ângulos de incidência específicos, produziam intensos picos de radiação refletida (conhecidos como picos de Bragg). O conceito de difração de Bragg se aplica igualmente a processos de difração de nêutrons e de elétrons. Tanto os nêutrons quanto os raios X possuem comprimento de onda compatível com as distâncias interatômicas - da ordem de 150 pm - e, portanto, constituem uma excelente ferramenta para se explorar dimensões com essa ordem de grandeza.
W.L. Bragg explicou esse resultado empírico modelando o cristal como um conjunto de planos discretos, paralelos e separados por uma distância constante d, propondo que a radiação incidente produziria um pico de Bragg se as reflexões especulares de vários planos interferissem construtivamente, ou seja, se a diferença de fase entre as frentes de onda refletidas por planos consecutivos fosse de {\displaystyle 2\pi } radianos. 
A lei de Bragg foi derivada pelo físico Sir William Lawrence Bragg. em 1912 e apresentada pela primeira vez em 11 de novembro desse mesmo ano à Sociedade Filosófica de Cambridge. Embora simples, a lei de Bragg confirmou a existência de partículas reais na escala atômica, e forneceu uma nova e poderosa ferramenta para o estudo de cristais utilizando difração de raios X e nêutrons. William Lawrence Bragg e seu pai, Sir William Henry Bragg, foram laureados com o Prêmio Nobel de física em 1915 por seu trabalho em determinar estruturas cristalinas, a começar pelo cloreto de sódio, o sulfeto de zinco e o diamante. Eles são a única equipe formada por pai e filho a ganhar o prêmio conjuntamente. W.L. Bragg tinha 25 anos de idade, o que faz dele o mais jovem laureado pela Academia Real das Ciências da Suécia.

## Condição de Bragg

Modelo de Bragg em duas dimensões: A diferença de caminho óptico entre os dois raios é, onde é a distância entre os planos considerados e, o ângulo de incidência.

A periodicidade do cristal faz com que haja planos de átomos separados por uma distância fixa nas diferentes direções do espaço. A difração de Bragg ocorre quando a radiação eletromagnética ou ondas de matéria de comprimento de onda comparável à distância entre dois planos de átomos é refletida especularmente por planos consecutivos. 
Nota-se que partículas em movimento, incluindo elétrons, prótons e nêutrons têm um comprimento de onda associado de de Broglie dado por:
{\displaystyle \lambda ={\frac {h}{p}}} .
Nessa expressão, {\displaystyle p} é o momento linear da partícula.
A próxima equação é conhecida como Lei de Bragg. Para que haja uma diferença de fase entre dois raios igual a {\displaystyle 2\pi } radianos, é necessária a condição
{\displaystyle 2d\sin \theta =n\lambda \;,\;\!}
onde {\displaystyle n} é um número natural não nulo, {\displaystyle \lambda } é o comprimento de onda da radiação incidente, {\displaystyle d} é a distância entre planos atômicos e {\displaystyle \theta } é o ângulo de incidência em relação ao plano considerado. Dessa maneira, existe uma dependência entre o ângulo de incidência e a intensidade da onda refletida. Como cada plano reflete de {\displaystyle 10^{-3}} a {\displaystyle 10^{-5}} do total da radiação incidente, há de {\displaystyle 10^{3}} a {\displaystyle 10^{5}} planos contribuindo para a reflexão total. Se os raios refletidos estão fora de fase, a soma das muitas contribuições (reflexões por planos diferentes) tenderá a zero, de maneira que podem ser observados picos localizados nos ângulos em que a condição de Bragg é satisfeita.

## Densidade eletrônica

### Análise de Fourier
Para melhor compreender o comportamento da onda espalhada, pode ser tomado como modelo um cristal perfeito, formado por uma célula primitiva que se repete no espaço. A descrição matemática do cristal é invariante sob uma translação espacial: 
{\displaystyle {\vec {T}}=u_{1}{\vec {a}}_{1}+u_{2}{\vec {a}}_{2}+u_{3}{\vec {a}}_{3}} .
Nessa expressão os {\displaystyle u_{i}} são números inteiros e os vetores {\displaystyle {\vec {a}}_{i}} são os vetores associados aos eixos do cristal, cujas magnitudes {\displaystyle a_{i}} são as distâncias entre sítios (pontuais) da rede nas direções {\displaystyle {\hat {a}}_{i}}. Todas as  propriedades locais do cristal, como densidade de momento magnético, concentração de carga ou densidade eletrônica, serão invariantes sob uma translação da forma {\displaystyle {\vec {T}}} para qualquer combinação de {\displaystyle u_{i}}
{\displaystyle F({\vec {r}}+{\vec {T}})=F({\vec {r}})}     .
Essa periodicidade permite que se faça uma expansão da densidade eletrônica {\displaystyle n({\vec {r}})} em série de Fourier. Considerando primeiro apenas uma componente dimensional, vem:
{\displaystyle n(x)=\sum _{p>0}^{}[C_{p}\cos {\frac {2\pi px}{a_{1}}}+S_{p}\sin {\frac {2\pi px}{a_{1}}}]}     .
Nessa expressão {\displaystyle C_{p}} e {\displaystyle S_{p}} são constantes reais e {\displaystyle a_{1}=|{\vec {a}}_{1}|}. É imediato que
{\displaystyle n(x+a_{1})=n(x)\;\!}    .
Um ponto  {\displaystyle {\frac {2\pi p}{a_{1}}}}  é um ponto no chamado espaço recíproco do cristal. Os coeficientes da expansão serão tais que apenas os termos que condizem com a periodicidade do cristal no espaço real (das posições) poderão ser diferentes de zero.
É conveniente escrever a soma como uma exponencial complexa através da relação de Euler:
{\displaystyle e^{ix}=\cos x+i\sin x\;\!}
Com essa notação, a expansão pode ser escrita como
{\displaystyle n(x)=\sum _{p=-\infty }^{\infty }[n_{p}e^{\frac {i2\pi px}{a_{1}}}]}    .
Nessa expressão o somatório percorre todos os valores inteiros de p. O termo {\displaystyle n_{p}} agora é, em geral, um número complexo e, portanto, é necessário impor uma condição que faça com que {\displaystyle n(x)} seja uma função real como originalmente. A condição
{\displaystyle n_{p}=n^{*}\!_{-p}}
faz com que 
{\displaystyle [n_{p}e^{\frac {i2\pi px}{a_{1}}}+n_{-p}e^{\frac {-i2\pi px}{a_{1}}}]=2Re[n_{p}]\cos {\frac {i2\pi px}{a_{1}}}-2Im[n_{p}]\sin {\frac {i2\pi px}{a_{1}}}} ,
que é uma função real.
Estender o argumento para três dimensões é algo direto:
{\displaystyle n({\vec {r}})=\sum _{G}^{}n_{p}e^{{\vec {G}}\cdot {\vec {r}}}}   .
O somatório triplo foi omitido para preservar a clareza da expressão, mas é importante lembrar que a soma é realizada sobre todos as combinações  possíveis de {\displaystyle v_{1},v_{2},v_{3}\;\!} (definido na próxima subseção). Assim, é necessário encontrar um conjunto de vetores {\displaystyle {\vec {G}}} que satisfaçam a relação de invariância por translação {\displaystyle {\vec {T}}}.
Tendo a expressão para a expansão de Fourier para densidade eletrônica, é possível obter os coeficientes da expansão em uma dimensão por meio de
{\displaystyle n_{p}=a_{1}^{-1}\int _{0}^{a_{1}}n(x)e^{\frac {-i2\pi px}{a_{1}}}\,dx}    .
Substituindo a expressão expandida para {\displaystyle n(x)} na integral acima, vem:
{\displaystyle n_{p}=a_{1}^{-1}\sum _{p'}^{}n_{p'}\int _{0}^{a_{1}}e^{\frac {i2\pi (p-p')x}{a_{1}}}\,dx}    .
O caso  {\displaystyle p\neq p'}  faz com que o valor da integral seja
{\displaystyle {\frac {a_{1}}{i2\pi (p'-p)}}(e^{i2\pi (p'-p)}-1)=0}     ,
pois {\displaystyle p'-p} é um inteiro e {\displaystyle e^{i2\pi (inteiro)}=1}. No caso {\displaystyle p'=p}, {\displaystyle e^{0}=1}, de maneira que o valor da integral é {\displaystyle a_{1}} e {\displaystyle n_{p}={\frac {a_{1}n_{p}}{a_{1}}}=n_{p}}. De maneira semelhante, pode ser invertido o caso tridimensional, obtendo
{\displaystyle n_{G}=V_{c}^{-1}\int _{}^{}\int _{}^{}\int _{}^{}n({\vec {r}})e^{(-i{\vec {G}}\cdot {\vec {r}})}dV}    .
Nesse caso a integração é realizada sobre uma célula primitiva e {\displaystyle V_{c}} é o volume da mesma.

### Rede recíproca
Podemos construir, a partir dos vetores da base {\displaystyle {\vec {a}}_{1},{\vec {a}}_{2},{\vec {a}}_{2}}, a base da rede recíproca
{\displaystyle {\vec {b}}_{1}=2\pi {\frac {a_{2}\times a_{3}}{a_{1}\cdot a_{2}\times a_{3}}}}
{\displaystyle {\vec {b}}_{2}=2\pi {\frac {a_{3}\times a_{1}}{a_{1}\cdot a_{2}\times a_{3}}}}
{\displaystyle {\vec {b}}_{3}=2\pi {\frac {a_{1}\times a_{2}}{a_{1}\cdot a_{2}\times a_{3}}}}
ou de forma condensada, utilizando o tensor ou símbolo de Levi-Civita,
{\displaystyle {\vec {b}}_{i}=2\pi {\frac {a_{j}\times a_{k}}{|a_{i}\cdot a_{j}\times a_{k}|}}\varepsilon _{ijk}.}
Por análise vetorial simples temos
{\displaystyle {\vec {b}}_{i}\cdot {\vec {a}}_{j}=2\pi \delta _{ij},}
onde {\displaystyle \delta _{ij}} é o delta de Kronecker.
Definimos {\displaystyle {\vec {G}}} como sendo um vetor da forma

{\displaystyle {\vec {G}}=v_{1}{\vec {b}}_{1}+v_{2}{\vec {b}}_{2}+v_{3}{\vec {b}}_{3}}    ,
onde os {\displaystyle v_{i}\;\!} são números inteiros e os {\displaystyle {\vec {b}}_{i}} são a base da rede recíproca. Estamos agora em condições de descrever a periodicidade de {\displaystyle n({\vec {r}})} combinando a definição de {\displaystyle {\vec {G}}} e a expansão em coeficientes de Fourier de {\displaystyle n({\vec {r}})}:
{\displaystyle n({\vec {r}})=\sum _{\vec {G}}^{}n_{p}e^{{\vec {G}}\cdot {\vec {r}}}}
{\displaystyle n({\vec {r}}+{\vec {T}})=\sum _{\vec {G}}^{}n_{p}e^{{\vec {G}}\cdot {\vec {r}}}e^{{\vec {G}}\cdot {\vec {T}}}}
O termo à direita pode ser escrito como {\displaystyle e^{{\vec {G}}\cdot {\vec {T}}}=e^{i(v_{1}{\vec {b}}_{1}+v_{2}{\vec {b}}_{2}+v_{3}{\vec {b}}_{3})\cdot (u_{1}{\vec {a}}_{1}+u_{2}{\vec {a}}_{2}+u_{3})}=e^{i2\pi (v_{1}u_{1}+v_{2}u_{2}+v_{3}u_{3})}}
e como todos os {\displaystyle u_{i},v_{i}} são inteiros e a exponencial de {\displaystyle 2i\pi } vezes um número inteiro é um, obtemos o resultado desejado, isto é, a invariância da densidade eletrônica, pois
{\displaystyle n({\vec {r}}+{\vec {T}})=\sum _{\vec {G}}^{}n_{p}e^{{\vec {G}}\cdot {\vec {r}}}e^{{\vec {G}}\cdot {\vec {T}}}=\sum _{\vec {G}}^{}n_{p}e^{{\vec {G}}\cdot {\vec {r}}}1=\sum _{\vec {G}}^{}n_{p}e^{{\vec {G}}\cdot {\vec {r}}}=n({\vec {r}})}      .

## Amplitude de Espalhamento
Definimos a amplitude de espalhamento como sendo uma função que depende da densidade eletrônica e dos vetores de ondas incidente e refletido {\displaystyle {\vec {k}}} e {\displaystyle {\vec {k}}'}, a princípio ondas planas monocromáticas:

{\displaystyle F=\int _{}^{}\int _{}^{}\int _{}^{}n({\vec {r}})e^{i({\vec {k}}-{\vec {k}}')\cdot {\vec {r}}}dV}       .

As integrais são realizadas sobre o volume do cristal inteiro. Embora tenhamos considerado um modelo onde o cristal é perfeito e infinito, uma amostra macroscópica é aproximadamente infinita se comparadas as suas dimensões com as distâncias interatômicas de uma rede cristalina, da ordem de {\displaystyle 10^{-10}} metros. O vetor de onda incidente tem a mesma energia que o vetor difratado, conforme a condição de espalhamento elástico considerando a rede cristalina como muito massiva e imóvel. A condição de conservação de energia é   

{\displaystyle |{\vec {k}}|=|{\vec {k}}'|}         .

Definimos o vetor de espalhamento como sendo

{\displaystyle \Delta {\vec {k}}={\vec {k}}'-{\vec {k}}}      ,

de maneira que a expressão anterior se torna

{\displaystyle F=\int _{}^{}\int _{}^{}\int _{}^{}n({\vec {r}})e^{-i\Delta {\vec {k}}\cdot {\vec {r}}}dV}.

Introduzimos agora a expansão em série de Fourier para {\displaystyle n({\vec {r}})} nessa expressão para obter

{\displaystyle F=\sum _{G}^{}\int _{}^{}\int _{}^{}\int _{}^{}n_{G}e^{i({\vec {G}}-\Delta {\vec {k}})\cdot {\vec {r}}}dV} . 

Quando o vetor de espalhamento é igual a algum vetor da rede recíproca, isto é,

{\displaystyle \Delta {\vec {k}}={\vec {G}}}   ,

a exponencial é nula e 

{\displaystyle F=Vn_{G}}.

Quando o vetor de espalhamento difere significantemente de qualquer vetor da rede recíproca, o grande número de oscilações da exponencial devido à variação de {\displaystyle {\vec {r}}} dentro da integral faz com que {\displaystyle F} rapidamente tenda a zero.

Podemos reescrever a relação entre os vetores de onda e os vetores da base recíproca utilizando a definição do vetor de espalhamento 

{\displaystyle {\vec {k}}+{\vec {G}}={\vec {k}}'}      .

Pela conservação da energia, obtivemos que as magnitudes dos vetores {\displaystyle {\vec {k}}} devem ser iguais. Portanto, tomando o produto escalar dos dois lados:

{\displaystyle ({\vec {k}}+{\vec {G}})\cdot ({\vec {k}}+{\vec {G}})={\vec {k}}'\cdot {\vec {k}}'=k'^{2}=k^{2}}

Portanto,

{\displaystyle ({\vec {k}}+{\vec {G}})^{2}=k^{2}}.

ou ainda

{\displaystyle 2{\vec {k}}\cdot {\vec {G}}+G^{2}=0}       .

Pelas definições de rede recíproca, é possível mostrar que, se {\displaystyle {\vec {G}}} é um vetor da rede recíproca, então {\displaystyle -{\vec {G}}} também é. Isso faz com que seja possível escrever a condição acima como

{\displaystyle 2{\vec {k}}\cdot {\vec {G}}=G^{2}}       .

As últimas duas equações são formulações equivalentes da condição de difração de Bragg. O espaçamento {\displaystyle d(hkl)} entre planos cristalinos paralelos entre si, normais à direção 

{\displaystyle {\vec {G}}=h{\vec {b}}_{1}+k{\vec {b}}_{2}+l{\vec {b}}_{3}}    ,

onde h, k, l são inteiros, é dado por

{\displaystyle d(hkl)={\frac {2\pi }{|{\vec {G}}|}}}   .

Combinando a definição de {\displaystyle |{\vec {k}}|},

{\displaystyle |{\vec {k}}|={\frac {2\pi }{\lambda }}}

onde {\displaystyle \lambda } é o comprimento de onda incidente, com a definição de produto escalar e do módulo de {\displaystyle {\vec {G}}}, temos:

{\displaystyle 2\left({\frac {2\pi }{\lambda }}{\frac {2\pi }{d(hkl)}}\right)\cos \phi =\left({\frac {2\pi }{d(hkl)}}\right)^{2}}     ,

sendo {\displaystyle \phi } o ângulo entre os vetores {\displaystyle {\vec {k}}} e {\displaystyle -{\vec {G}}}    .

Conforme observamos acima, o vetor {\displaystyle {\vec {G}}} é normal ao plano {\displaystyle d(hkl)}. Logo, o vetor {\displaystyle -{\vec {G}}} também é normal ao plano e o ângulo entre esse vetor e um vetor no plano considerado é {\displaystyle -{\frac {\pi }{2}}}. O menor ângulo formado entre o vetor de onda incidente {\displaystyle {\vec {k}}} e o plano é, por análise geométrica, igual a 

{\displaystyle -{\frac {\pi }{2}}+\phi =-\theta } 

ou rearranjando os fatores:

{\displaystyle \phi ={\frac {\pi }{2}}-\theta }        .

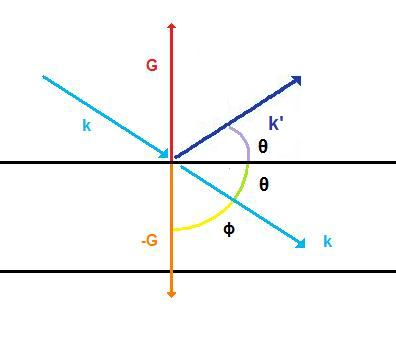
Modelo de Bragg em duas dimensões: Relação entre os ângulos de incidência e de espalhamento tomando como referência o plano cristalino e a vetor para obtenção da formulação usual da lei de Bragg. Pela condição de reflexão especular, é possível deduzir que o ângulo entre os vetores de onda incidente e refletido é de

Podemos reescrever a condição de Bragg utilizando o ângulo entre o vetor incidente e o plano, ao invés de considerar o ângulo entre o vetor incidente e o vetor {\displaystyle -{\vec {G}}}, utilizando a relação

{\displaystyle \cos \phi =\cos {\left({\frac {\pi }{2}}-\theta \right)}=\sin \theta }
Assim, recuperamos o resultado obtido pela análise geométrica simples, escrito à maneira usual da formulação da lei de Bragg:

{\displaystyle 2d(hkl)\sin \theta =\lambda \;\!}   . 

Aqui, {\displaystyle \theta } é o ângulo entre o vetor de onda e o plano cristalino descrito pelos inteiros h, k e l. Existe uma diferença entre essa equação e a primeira equação apresentada aqui como condição de difração, a saber, a multiplicação do lado direito da equação por um número inteiro. Isso se dá pelo fato dos índices de Miller poderem conter um fator comum n, que é eliminado no processo de obtenção dos mesmos. Fisicamente, isso significa que a expressão

{\displaystyle 2\sin \theta d(hkl)=n\lambda \;\!} 

dá a condição de difração de Bragg para um plano de índices de Miller {\displaystyle ({\frac {h}{n}}\;{\frac {k}{n}}\;{\frac {l}{n}})}.